# Zero Escape
Zero Escape (極限脱出?, Kyokugen Dasshutsu) è una serie di videogiochi creata da Kotaro Uchikoshi.

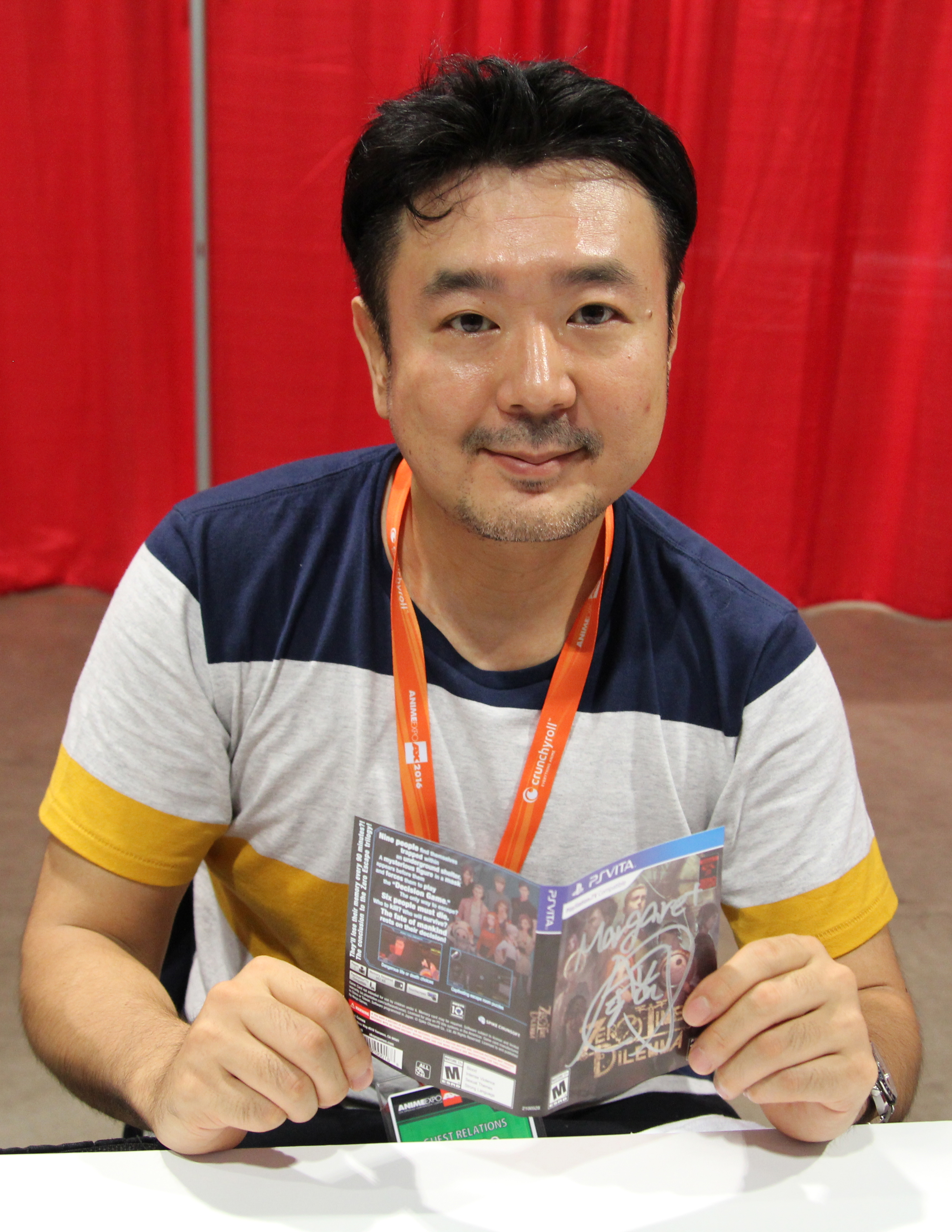
Kotaro Uchikoshi con la copertina di Zero Time Dilemma per PlayStation Vita

I primi due videogiochi della serie, Nine Hours, Nine Persons, Nine Doors e Virtue's Last Reward sono stati sviluppati da Chunsoft e pubblicati rispettivamente per Nintendo DS nel 2009 e per Nintendo 3DS nel 2012, mentre il terzo titolo, Zero Time Dilemma, è stato sviluppato da Chime per Nintendo 3DS e PlayStation Vita. I giochi sono stati distribuiti in Giappone da Spike Chunsoft, in America del Nord da Aksys Games e in Europa da Rising Star Games.
I giochi hanno ricevuto conversioni per diverse piattaforme: Nine Hours, Nine Persons, Nine Doors è stato distribuito su iOS nel 2013, mentre Zero Time Dilemma è stato pubblicato per Microsoft Windows, PlayStation 4 e Xbox One. Una raccolta dei primi due videogiochi pubblicata con il titolo Zero Escape: The Nonary Games è stata commercializzata per Windows, PlayStation 4, PlayStation Vita e Xbox One.